# 九州鉄道140形蒸気機関車
九州鉄道140形蒸気機関車（きゅうしゅうてつどう140がたじょうききかんしゃ）は、かつて九州鉄道に在籍したタンク式蒸気機関車である。

## 概要
元は、伊万里鉄道が開業用としてアメリカのクック・ロコモティブ・アンド・マシン・ワークスで2両（1898年製。製造番号2384，2385）を製作した、車軸配置0-6-0(C)の単式2気筒、飽和式のタンク機関車である。
伊万里鉄道では1，2と称したが、1898年（明治31年）12月に伊万里鉄道が九州鉄道に事業譲渡したのにともない、九州鉄道の140形（140，141）に改称された。この機関車は、運転整備重量25.5tという小型機関車で、九州鉄道では他に類似機のない本形式を持て余し、旧筑豊鉄道の71形、72形とともに淘汰対象となった。
本形式は1900年度下半期に近江鉄道の八日市以遠開業用の増備機として譲渡され、乙2形（3，4）となった。
近江鉄道でも、火格子面積と伝熱面積の比が大きく、燃焼効率を低下させずに運転するには熟練を要したため、乗務員より好まれず、1913年（大正2年）10月には、常総鉄道の第2次開業用として2両とも譲渡され、A2形（3，4）となった。常総鉄道では、鬼怒川支線という好適な働き場所もあったことから、長く使用された。1922年（大正11年）には、3は5（2代）に改番され、4は1936年（昭和11年）11月に廃車解体された。残った5は、1953年（昭和28年）まで使用されている。

## 主要諸元
- シリンダ寸法（直径×行程）：457mm×366mm[1]
- 動輪直径：1,067mm[1]
- 使用圧力：10.5kg/cm3[1]
- 弁装置：スチーブンソン式アメリカ型
- 運転整備重量：25.19t[1]